# Don't Leave Me Now
«Don't Leave Now» (de l'anglès, "No M'abandonis Ara") és la cinquena cançó del costat B del primer disc de The Wall, l'onzè àlbum del grup anglès de rock progressiu Pink Floyd. La cançó té una duració de 4:08 minuts; està unida a la cançó anterior, «One Of My Turns», i precedeix «Another Brick In The Wall, Pt.3», a la cual també està unida. Apareix a la película sobre el disc, Pink Floyd: The Wall. Va ser escrita per Roger Waters i llançada com cara B del senzill «Run Like Hell».

## Trama
La cançó continua la història de Pink, el protagonista de l'àlbum, i el seu mur imaginari; concretament Pink suplica a la seva dona que no l'abandoni, tot recordant-li els bons moments que han passat. No obstant, a mesura que la lletra avança s'enfada més i comença a parlar d'uns suposats cops que ell li va donar, però es pot deduir que aquests cops mai van tenir lloc i que només són exageracions de la ment pertorbada de Pink i representen els sentiments d'amor/odi cap a la seva dona.

## Personal
- Roger Waters: VCS3, veus
- Nick Mason: Bateria
- David Gilmour: Baixos elèctrics, guitarres, veus i respiració
- Richard Wright: Pedals de baix elèctric, orgue, piano i sintetizador.[6]